# American Airlines 1420

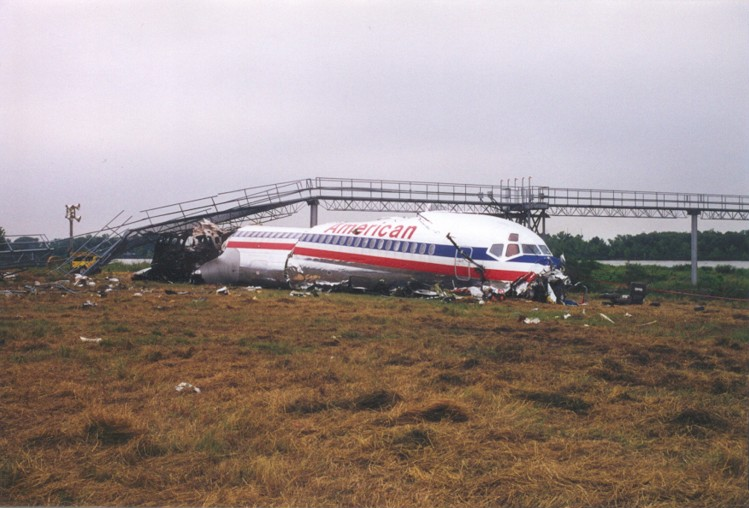
Avionul McDonnell Douglas MD-82 după impact.

American Airlines 1420 a fost o cursă comercială de pasageri între Aeroportul Internațional Dallas-Fort Worth și Aeroportul Național Little Rock din Statele Unite ale Americii. Pe 1 iunie 1999, un avion McDonnell Douglas MD-82 a ieșit de pe pistă la aterizare pe aeroportul din Little Rock. În urma impactului, avionul s-a rupt în trei bucăți și a luat foc. Comandantul avionului și alți zece pasageri au murit. 134 de persoane au supraviețuit (41 au fost răniți grav, 64 au fost ușor răniți și 24 de persoane nu au necesitat îngrijiri medicale). Accidentul a fost cauzat de mai multe erori ale piloților în condițiile unei furtuni puternice. 